# Josef Sommer (Schauspieler)
Maximilian Josef Sommer (* 26. Juni 1934 in Greifswald, Deutschland) ist ein deutschamerikanischer Schauspieler.

## Leben
Josef Sommer ist ein Sohn des Kunsthistorikerehepaars Clemens Sommer und Elisabeth Müller. Die Familie floh 1937 aufgrund der jüdischen Herkunft von Elisabeth Sommer vor den Nationalsozialisten in die Vereinigten Staaten, wo der Vater an der University of North Carolina at Chapel Hill Arbeit fand. Nach dem Abschluss seines Studiums am Carnegie Institute of Technology in Pittsburgh, Pennsylvania, im Jahr 1957 und seinem Dienst in der US-Armee stand Josef Sommer zunächst beim American Shakespeare Festival auf der Bühne. 1970 debütierte er am Broadway am August Wilson Theatre in der Rolle des Brabantio  in Othello.
1971 folgte eine erste Nebenrolle in Don Siegels Film Dirty Harry. Sommer, weiterhin am Theater aktiv, spielte in zahlreichen Filmproduktionen zumeist Nebenrollen. Neben Theater und Film wirkte er auch in Fernsehproduktionen mit. 1987 stellte er in The Betty Ford Story, einer Biografie mit Gena Rowlands in der Titelrolle, den US-Präsidenten Gerald Ford dar. Darüber hinaus übernahm er Gastrollen in Fernsehserien wie Without a Trace und Law & Order. Insgesamt umfasst sein filmisches Schaffen bis zum Jahr 2010 mehr als 100 Film- und Fernsehproduktionen.

## Filmografie (Auswahl)
- 1971: Dirty Harry
- 1973–1974: The Doctors (Fernsehserie, 9 Folgen)
- 1974: Der Mann auf der Schaukel (Man on a Swing)
- 1975: Die Frauen von Stepford (The Stepford Wives)
- 1976: Der Strohmann (The Front)
- 1977: Unheimliche Begegnung der dritten Art (Close Encounters of the Third Kind)
- 1978: Olivers Story
- 1979: Der scharlachrote Buchstabe (The Scarlet Letter, Miniserie, 4 Folgen)
- 1980: Die Machtprobe (Hide in Plain Sight)
- 1981: Die Sensationsreporterin (Absence of Malice)
- 1981: Reds
- 1981: Das Rollover-Komplott (Rollover)
- 1982: Der Geisterflieger (Hanky Panky)
- 1982: In der Stille der Nacht (Still of the Night)
- 1982: Sophies Entscheidung (Sophie’s Choice, Sprechrolle)
- 1983: Ihre letzte Chance (Independence Day)
- 1983: Zwei Leichen beim Souper (Sparkling Cyanide, Fernsehfilm)
- 1983: Silkwood
- 1984: Rückkehr aus einer anderen Welt (Iceman)
- 1985: Der einzige Zeuge (Witness)
- 1985: D.A.R.Y.L. – Der Außergewöhnliche (D.A.R.Y.L.)
- 1985: Target – Zielscheibe (Target)
- 1985: Protokoll einer Hinrichtung (The Execution of Raymond Graham, Fernsehfilm)
- 1986: Agentin mit Herz (Scarecrow and Mrs. King, Fernsehserie, 1 Folge)
- 1987: Eine Frau besiegt die Angst (The Betty Ford Story, Fernsehfilm)
- 1987: Der Mörder mit dem Rosenkranz (The Rosary Murders)
- 1988: Draculas Witwe (Dracula’s Widow)
- 1988: Hothouse (Fernsehserie, 7 Folgen)
- 1989: Ein himmlischer Liebhaber (Chances Are)
- 1989: Bluthunde am Broadway (Bloodhounds of Broadway)
- 1991: Das Schicksal der Jackie O. (A Woman Named Jackie, Miniserie, 3 Folgen)
- 1991: Schatten und Nebel (Shadows and Fog)
- 1991: Under Cover (Fernsehserie, 13 Folgen)
- 1992: Citizen Cohn – Handlanger des Todes (Citizen Cohn, Fernsehfilm)
- 1992: Mighty Ducks – Das Superteam (The Mighty Ducks)
- 1992: Verlorene Jahre (Hostages, Fernsehfilm)
- 1993: Die Abenteuer des jungen Indiana Jones (The Young Indiana Jones Chronicles, Fernsehserie, 1 Folge)
- 1993: Malice – Eine Intrige (Malice)
- 1994: Der steinige Weg zur Gerechtigkeit (The Court-Martial of Johnson Whittaker, Fernsehfilm)
- 1994: Nobody’s Fool – Auf Dauer unwiderstehlich (Nobody’s Fool)
- 1995: Strange Days
- 1995: Moonlight and Valentino
- 1996: Die Kammer (The Chamber)
- 1996: Trial – Ein Bulle schlägt zurück (Mistrial, Fernsehfilm)
- 1996: Zwischen den Welten (Hidden in America, Fernsehfilm)
- 1996/2000: Law & Order (Fernsehserie, 2 Folgen)
- 1997: Allein gegen die Zukunft (Early Edition, Fernsehserie, 2 Folgen)
- 1998: Wunsch & Wirklichkeit (The Proposition)
- 1998: Bulworth
- 1998: Lulu on the Bridge
- 1998: Patch Adams
- 1999: Die Jagd nach dem Unicorn-Killer (The Hunt for the Unicorn Killer, Fernsehfilm)
- 2000: Law & Order: Special Victims Unit (Fernsehserie, 1 Folge)
- 2000: Ein Freund zum Verlieben (The Next Best Thing)
- 2000: Shaft – Noch Fragen? (Shaft)
- 2000: Family Man (The Family Man)
- 2001: Ally McBeal (Fernsehserie, 1 Folge)
- 2002: Der Anschlag (The Sum of All Fears)
- 2002: Benjamin Franklin (Miniserie, 3 Folgen)
- 2003: Criminal Intent – Verbrechen im Visier (Law & Order: Criminal Intent, Fernsehserie, 1 Folge)
- 2004: The West Wing – Im Zentrum der Macht (The West Wing, Fernsehserie, 1 Folge)
- 2004: Without a Trace – Spurlos verschwunden (Without a Trace, Fernsehserie, 1 Folge)
- 2006: The Elephant King
- 2006: X-Men: Der letzte Widerstand (X-Men: The Last Stand)
- 2007: Invasion (The Invasion)
- 2008: Stop-Loss
- 2010: Die etwas anderen Cops (The Other Guys)